# HG. Butzko

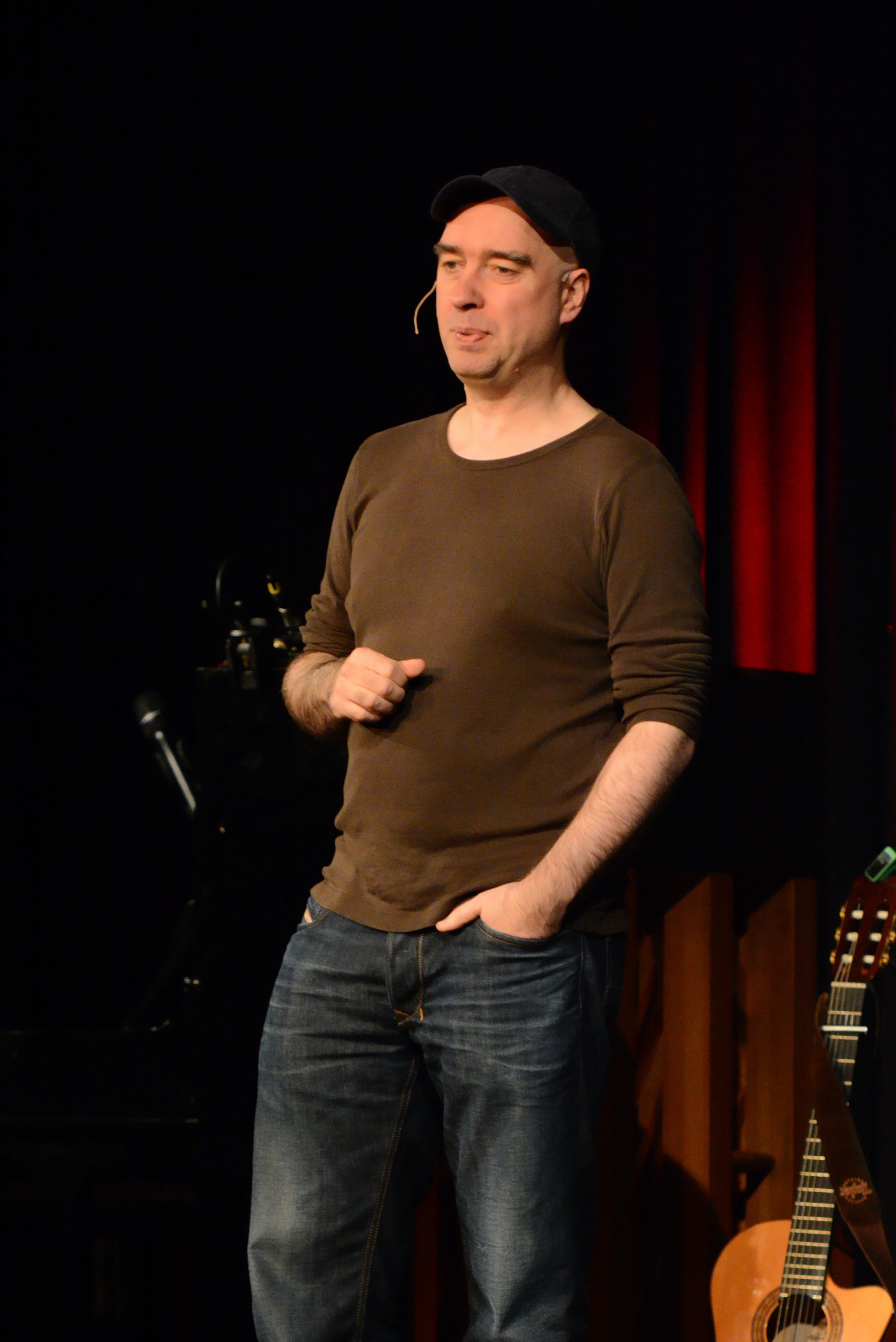
HG. Butzko (2013) Stadthalle Mülheim an der Ruhr

HG. Butzko (bürgerlicher Name: Hans-Günter Butzko; * 1965 in Birkesdorf bei Düren) ist ein deutscher Kabarettist.

## Leben und Wirken
Nach dem Abitur und Zivildienst arbeitete Butzko ab 1987 als Schauspieler und Regisseur bei Theatern in Wuppertal, Hof, Würzburg, Eisleben, Baden-Baden und München. 1997 begann er eine Solokarriere als Kabarettist. Seit 2014 ist er auch zu sehen in prominenten Premium-Kabarett-TV-Produktionen wie Die Anstalt oder schlachthof. Ähnlich wie bis zu seinem Abschied Volker Pispers, wie Marc-Uwe Kling oder Horst Evers ist er dem kleinen Berliner Mehringhoftheater bis heute verbunden.
Butzko schreibt regelmäßig Kolumnen im Kicker, THCene, in der taz und im Cicero.

## Bühnenprogramme
- Butzkolonne (1997–2001)
- Butzunion (1999–2003)
- Macht Party (2002–2006)
- Voll im Soll (2005–2008)
- Spitzenreiter (2007–2010)
- Verjubelt (2010–2013)
- Herrschaftszeiten (2012–2014)
- Super Vision (2014–2016)
- Menschliche Intelligenz (2016–2018)
- „echt jetzt“ (2018–2020)
- „aber witzig“ (2020–2022)
- „ach ja“ (2022–2024)
- der will nicht nur spielen (seit 2024)
- Klappe zu! – der satirische Jahresrückblick (seit 2024)

## Diskografie
- 1998: Butzkolonne (CD, Conanima)
- 1999: Butzunion (CD, Conanima)
- 2002: Macht Party (CD, Conanima)
- 2006: Voll im Soll (CD, WortArt)
- 2008: Spitzenreiter (DVD, WortArt)
- 2011: Verjubelt (CD, WortArt)
- 2013: Herrschaftszeiten (CD, WortArt)
- 2014: Super Vision (Doppel-CD, WortArt)
- 2017: Finanz-Box (Hörbuch, WortArt/Maritim)
- 2018: Menschliche Intelligenz oder: Wie blöd kann man sein? (Doppel-CD, WortArt)
- 2020: echt jetzt (CD, WortArt)
- 2023: ach ja (Doppel-CD, WortArt)

## Schriften
- Geld oder Leben – Eine Reise durch den Wirtschaftswahnsinn (2011) Rowohlt
- Verarschen kann ich mich alleine – Widerworte und Einsprüche zur Lage der Nation (2015) Westend-Buchverlag
- Vorwort HG. Butzko in: Manfred Günther: Kindheit – Jugend – Alter, Rheine 2020
- Leben hat Vorrang, in: Gewerbemiete und Teileigentum, Heft 73, 2021, S. 32–36.

## Auszeichnungen
- 1998: Reinheimer Satirelöwe
- 1999: Deutscher Kabarettpreis, Förderpreis
- 2006: Mindener Stichling
- 2007: Memminger Maul
- 2013: Tegtmeiers Erben, Publikumspreis
- 2014: Deutscher Kleinkunstpreis in der Sparte Kabarett
- 2016: Bayerischer Kabarettpreis, Hauptpreis